# San Bernardino risana una fanciulla
San Bernardino risana una fanciulla è una tavoletta (tempera su tavola, 75 × 57 cm) della serie dei Miracoli di san Bernardino, dipinta da Pietro Perugino nel 1473 e conservata nella Galleria Nazionale dell'Umbria a Perugia.

## Storia
Nel 1473 i Francescani di Perugia commissionarono a Pietro Perugino e altri la decorazione di due ante con un totale di otto tavolette dipinte che chiudevano una nicchia con la statua del santo nell'oratorio di San Bernardino. All'epoca l'ordine era impegnato nella diffusione del messaggio religioso e politico del santo senese, canonizzato nel 1450, e la serie doveva raffigurarne i miracoli.
All'impresa parteciparono almeno cinque mani, tra cui sono stati fatti anche nomi di pittori molto prestigiosi, che però si attennero a un medesimo stile, il cui progetto viene in genere attribuito al Perugino stesso, allora molto giovane e solo da un anno diventato maestro a tutti gli effetti con l'iscrizione alla compagnia di San Luca a Firenze (1472).
Tra le tavolette solo quella del Miracolo della fanciulla risanata, tra le migliori qualitativamente della serie, è unanimemente attribuita al Perugino, mentre altre sono riferite solo in parte o dubitativamente, come il Miracolo del bambino nato morto.
La serie venne smantellata e il suo aspetto e collocazione originaria è ancora oggi oggetto di diatribe tra gli studiosi.

## Descrizione e stile
L'episodio narrato è quello di san Bernardino che guarisce la figlia di Giovanne Petrazio da Rieti da un'ulcera. Le figure sono piccole ed occupano la fascia inferiore: al centro la fanciulla vestita di rosso siede e con le mani giunte sembra ringraziare il santo, inginocchiato davanti a lei tra altri due confratelli, del miracolo ricevuto. Dietro di lei si trovano i suoi parenti, che alzano le braccia in segno di stupore, e due astanti di spalle, riccamente abbigliati, che fanno analoghi gesti di sorpresa, sempre equilibratamente contenuti ed essenziali. In questo gruppo di figure si nota l'ascendenza di soggetti simili di Verrocchio o del giovane Domenico Ghirlandaio. A destra invece un giovane biondo sta in piedi con un bastone e rivolge lo sguardo altrove, disinteressato all'accaduto. La sua posa aggraziata e leggera è invece una caratteristica che diventerà tipica dell'arte di Perugino. I gruppi di figure sono bilanciati simmetricamente, con figure solide e composte che si distaccano dalle ascendenze tardogotiche di altre tavolette come il Miracolo del bambino nato morto.
Vera protagonista della scena è la fastosa architettura, che prevale sulle figure scandendo solennemente lo spazio in maniera regolare. Vi si rievoca l'Arco di Tito, riccamente decorato in maniera policroma con vari motivi rinascimentali tratti dalla tradizione classica, e al centro si apre un sereno paesaggio che sfonda la scena verso l'infinitamente profondo, con un uso sapiente della prospettiva aerea. Esso deriva sia dallo studio dal vero che dagli esempi fiamminghi che a quell'epoca circolavano nelle migliori corti italiane.
La luce è chiara e nitida, i colori tenui, le ombre schiarite, sul modello di Piero della Francesca, ridotto però a forme più colloquiali ed accattivanti, che garantiranno all'autore una straordinaria fortuna.
La scena è incorniciata da un motivo a finti gioielli e perle.